# Eupithecia rediviva
Eupithecia rediviva là một loài bướm đêm trong họ Geometridae.